# Préaux (Indre)
 Préaux  es una población y comuna francesa, en la región de Centro, departamento de Indre, en el distrito de Châteauroux y cantón de Écueillé.

## Demografía
| 427 | 378 | 332 | 249 | 227 | 184 |
| Para los censos de 1962 a 1999 la población legal corresponde a la población sin duplicidades (Fuente: INSEE [Consultar]) |     |     |     |     |     |